# ReRAM
ReRAM ou RRAM (Resistive Random Access Memory ou Memória RAM Resistiva, em português) é um tipo de memória RAM não-volátil baseada no uso de memristores, os quais consistem em um tipo de resistor que tem propriedades de memória, armazenando a última resistência registrada e podendo variar o valor da resistência de acordo com a direção em que a corrente flui pelo dispositivo.

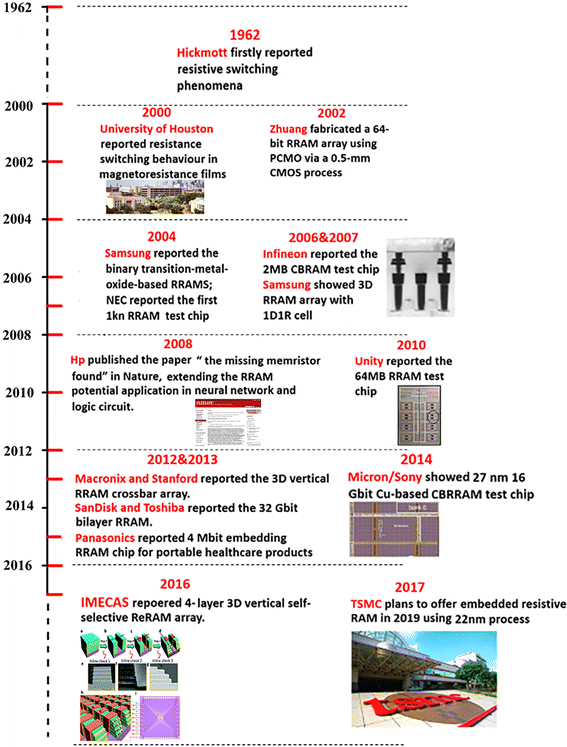
Linha do tempo do desenvolvimento da ReRAM

## História
O conceito de memristor foi concebido pelo cientista da computação e professor da Universidade da Califórnia Leon Ong Chua, em 1971. Chua argumentava que a particularidade de um memristor é que sua resistência pode ser programada e permanece armazenada e, ao contrário de muitos outros componentes modernos, os memristores armazenavam seu estado mesmo após o dispositivo ser desligado.
Foi somente em 2008 que o primeiro protótipo físico foi desenvolvido por um grupo de cientistas do laboratório de pesquisa da HP, sendo composto por um fino filme de dióxido de titânio. No ano seguinte, engenheiros da empresa descobriram a possibilidade de empilhar os memristores, o que possibilitou o surgimento da tecnologia usada nas ReRAM.

## Multi nivelamento

### Multilevel Per Cell Storage (MLC)
Tendo seu pequeno tamanho e baixo consumo de energia, dispositivos RRAM são potenciais para futuras aplicações de memória e lógica. A maior densidade de memória está dentre os aspectos mais críticos entre a tecnologia de memória, para permitir o design de células de memória com capacidade multibit. Os múltiplos estados resistivos que podem ser alcançados em células RRAM, fornecem benefícios de solução de armazenamento de dados não voláteis de baixo custo e alta densidade.
Uma alternativa mais simples para aumentar a densidade de armazenamento em RRAMs e fazer o uso das células multinível (Multilevel cell em inglês,ou MLC), tecnologia de armazenamento que permite armazenar mais de um bit por célula sem reduzir as dimensões físicas do dispositivo. Esse MLC é uma das propriedades mais promissoras do RRAM que pode aumentar significativamente a densidade de armazenamento de memória. Assim, ao invés de um simples estado de alta ou baixa resistência (em inglês High resistance state e Low resistance state—, ou HRS e LRS respectivamente), podemos alcançar múltiplos HRS e LRS sem mudar as dimensões do dispositivo. Entretanto, para alcançar a operação confiável do MLC, o controle preciso sobre os diferentes níveis de resistência de RRAM deve ser assegurado, caso o contrário, o dispositivo sofreu a variabilidade de resistência e sofrerá problemas de confiabilidade, principalmente devido à natureza aleatória do filamento condutor durante o processo de comutação.

### Métodos para obter modos multinível por célula (MLC) em RRAM
O comportamento do MLC no RRAM o torna muito útil para aplicações de alta densidade. Para obter o comportamento do MLC no RRAM, os três métodos a seguir são empregados: (I) alterar a corrente de conformidade, (II) controlar a tensão de reinicialização e (III) variar a largura de pulso da operação de programar / apagar.

## Resistência
A memória de acesso aleatório resistiva envolve transições frequentes entre um estado de alta resistência (HRS) e um estado de baixa resistência (LRS). Cada evento de comutação entre os estados resistivos pode introduzir danos permanentes e causar degradação do desempenho RRAM. A resistência é, portanto, definida como o número de vezes que um dispositivo RRAM pode ser alternado entre o HRS e o LRS. Assim, um teste de resistência determina o número máximo de ciclos de ajuste / reinicialização que podem ser comutados efetivamente antes que o HRS e o LRS não sejam mais distinguíveis. As características de resistência do RRAM são obtidas executando uma sequência de varreduras I-V em uma célula de chaveamento resistivo e a subsequente extração de RHRS e RLRS na aplicação de uma tensão lida.

## Possíveis aplicações da ReRAM

### Lógica não-volátil
Os códigos de instrução e os dados são transferidos entre componentes por meio de barramentos, assim como dita a arquitetura de Von Neumann. Essas transferências resultam em um consumo de energia elevado e um atraso na troca de informações, podendo ser denominado como “gargalo de Von Neumann”. O uso teórico da RRAM sugere com o seu uso que as operações computacionais e transferência de memória sejam realizadas no mesmo núcleo.
É possível também utilizar a RRAM para simplificar as operações lógicas. Enquanto instruções como “NOT” e “AND” necessitam de diversos transistores, seria possível realizar essas mesmas operações com duas ou três células RRAM.

### Computação neuromórfica
A computação neuromórfica busca imitar os processos neurobiológicos presentes no cérebro humano. As redes neuromórficas baseadas em RRAM apresentaram vantagens no armazenamento nos chips, além de ter um processamento três ordens de magnitude mais rápido e um consumo de energia quatro ordens de magnitude maior do que as redes atuais baseadas em CMOS.

### SRAM não-volátil
Foram propostas memórias SRAM não-voláteis baseadas em memória RRAM, as quais consistem em duas células RRAM empilhadas em oito transistores, buscando reduzir a área e o consumo de energia.

## Substituição da memória flash
A RRAM apresenta vantagens consideráveis em relação à memória flash. O resistor da memória flash mede em torno de 20 nanômetros, enquanto os memristores medem aproximadamente 3 nanômetros, possibilitando uma maior compactação dos componentes. Além disso, a RRAM consegue operar em voltagens menores e apresenta boa compatibilidade com a atual tecnologia CMOS. Enquanto a memória flash apresenta dificuldades para ter seu tamanho reduzido, as memórias baseadas em memristores surgem como uma alternativa crescente para as aplicações computacionais futuras.
1. 1 2  «What are memristors?». Memristor (em inglês). 2 de maio de 2008. Consultado em 10 de dezembro de 2022
2. ↑  Hong, XiaoLiang; Loy, Desmond JiaJun; Dananjaya, Putu Andhita; Tan, Funan; Ng, CheeMang; Lew, WenSiang (junho de 2018). «Oxide-based RRAM materials for neuromorphic computing». Journal of Materials Science (em inglês) (12): 8720–8746. ISSN 0022-2461. doi:10.1007/s10853-018-2134-6. Consultado em 1 de dezembro de 2021
3. 1 2  «HP Collaborates with Hynix to Bring the Memristor to Market in Next-generation Memory». HP (em inglês). Consultado em 10 de dezembro de 2022 [ligação inativa]
4. 1 2 3 4 5 6 7 8 9  Zahoor, Furqan; Azni Zulkifli, Tun Zainal; Khanday, Farooq Ahmad (22 de abril de 2020). «Resistive Random Access Memory (RRAM): an Overview of Materials, Switching Mechanism, Performance, Multilevel Cell (mlc) Storage, Modeling, and Applications». Nanoscale Research Letters (1). 90 páginas. ISSN 1556-276X. PMC 7176808. PMID 32323059. doi:10.1186/s11671-020-03299-9. Consultado em 24 de novembro de 2021